# 河村望
河村 望（かわむら のぞむ、1931年（昭和6年）11月29日 - 2015年（平成27年）4月8日）は、日本の社会学者、東京都立大学名誉教授。

## 経歴
1931年、東京で社会学者・河村只雄の子として生まれた。東京大学文学部で学び、1954年に卒業。1960年から1962年まで、フルブライト留学生として米国フィスク大学に学んだ。
東京都立大学助教授に就いた。後に教授昇格。1993年に東京都立大学を定年退官し、名誉教授となった。同年4月より東京女子大学教授として教鞭を執った。2000年に東京女子大学を退職した。

## 研究内容・業績
専門は社会学で、ジョージ・ハーバート・ミードとジョン・デューイを研究対象とした。彼らの著作を翻訳し、『デューイ=ミード著作集』(全15巻)として刊行した。日本関係では柳田國男に関心があり、日本の神話・民話についても研究を残している。

## 著作

### 著書
- 『黒人大学留学記：実感的アメリカ論』弘文堂(フロンティア・ブックス) 1963
- 『現代社会学とマルクス主義』汐文社(新社会学双書) 1968
- 『現代社会とイデオロギー』汐文社(解放新書) 1968
- 『現代イデオロギー批判』汐文社(解放新書) 1970
- 『日本社会学史研究』人間の科学社 1973-1975
- 『片山潜』汐文社(民主主義の思想家) 1974
- 『現代思想と民主主義』青木書店 1976
- 『国家と社会の理論』青木書店 1979
- 『市民社会と社会学』御茶の水書房 1982
- 『日本文化論の周辺』人間の科学社 1982
- 『現代社会の解剖 アメリカと日本』人間の科学社 1985
- 『知識社会学の諸相』白石書店 1987
- 『資本論における社会と人間』大月書店(科学全書) 1990
- 『古事記を読む』人間の科学社 1991
- 『高田保馬の社会学』いなほ書房(社会学史研究叢書) 1992
- 『日本文化の原形』人間の科学社 1993
- 『上総の飛鳥』人間の科学社 1994
- 『社会学講義』人間の科学社 1994
- 『G.H.ミードと伊波普猷：プラグマティズムと沖縄学』新樹社 1996
- 『日本社会の近代化と宗教倫理』溪水社 1999
- 『日本書紀を読む』人間の科学新社 1999
- 『柳田国男の世界』人間の科学新社 1999
- 『自我とコミュニケーションの理論』人間の科学新社 2000
- 『和魂和才の時代』人間の科学新社 2001
- 『歴史・教育・社会』人間の科学新社 2002
- 『知られざる社会学者成瀬仁蔵』人間の科学新社 2003
- 『日本社会学の頽廃を悲しむ：新しい学問の玉依姫は今や訪い来たって彼が柴の戸を叩いているのである』人間の科学新社 2003
- 『デューイとミードと成瀬仁蔵』人間の科学新社 2004
- 『百合若大臣と猫の王』人間の科学新社 2004
- 『経験としての物語 人形浄瑠璃の世界』人間の科学新社 2005
- 『タウンゼント・ハリスと堀田正睦：日米友好関係史の一局面』人間の科学新社 2005
- 『物語の世界 忠臣蔵・曽我兄弟・聖書』人間の科学新社 2005
- 『夜明け ジョン万次郎と佐倉惣五郎』人間の科学新社 2005
- 『ロビンソン・クルーソーは炭焼小五郎だった』人間の科学新社 2005
- 『日本の精神・自我・社会 日本社会の近代化』人間の科学新社 2006
- 『近代日本の社会と文化 明治維新とは何だったのか』人間の科学新社 2007
- 『帝とかぐや姫 『竹取物語』の世界』人間の科学新社 2007
- 『プラグマティズムで読み解く明治維新：近代日本国家と国民の形成』人間の科学新社 2009
- Sociology and Society of Japan, Routledge, 2011

### 共編著
- 『急進主義と世界の学生運動』佐々木一司共著 新日本新書 1969
- 『現代社会学と社会的現実』宇津栄祐共著 青木書店 1971
- 『日本資本主義と民間神道：諏訪の製糸業と諏訪大社信仰』編著 多賀出版 1992

### 訳書
- 『マルクス主義かアナキズムか：新しいラディカリズム』ギルバート・グリーン （英語版）著、青木書店 1972
- 『新しい権力者 労働組合幹部論』C・ライト・ミルズ著、長沼秀世共訳、青木書店 1975
- 『原始社会』ロバート・H・ローウィ著、河村只雄共訳、未来社 1979
- 『知識人と国家』ノーム・チョムスキー著、ティビーエス・ブリタニカ 1981
- 『マルクスとミード：知識社会学への寄与』T.W.ゴフ著、監訳、御茶の水書房 1982
- 『市民社会の弁証法』ローレンス・クレーダー （英語版）著、御茶の水書房 1983
- 『須恵村の女たち：暮しの民俗誌』ロバート・J.スミス （英語版）,エラ・ルーリィ・ウィスウェル著、斎藤尚文共訳、御茶の水書房 1987
- 『統治するのはだれか：アメリカの一都市における民主主義と権力』ロバート・A・ダール著、高橋和宏共監訳、行人社 1988
- 『19世紀の思想動向：社会学思想史講義』G.H.ミード著、近藤敏夫共監訳、いなほ書房 1992-94
- 『デューイ=ミード著作集』全15巻 人間の科学（新）社 1995-2003
- 『思春期・青年期の理論と実像：米国における実態研究を中心に』D.C.キンメル, I.B.ワイナー（英語版）著、永井撤共監訳 ブレーン出版 2002

## 参考
- プラグマティズムで読み解く明治維新―近代日本国家と国民の形成 - 紀伊国屋書店BookWeb
- 「河村望教授 略歴・業績 (河村望教授退職記念号) 東京女子大学社会学会紀要 経済と社会 2000-02
- 「河村望教授のご退任にあたって」伊奈正人 東京女子大学紀要論集 NAID 110004631217